# Anders Bastiansen
Anders Bastiansen (* 31. října 1980 Oslo) je norský lední hokejista, hrající na pozici středního útočníka. Je fyzicky silným a důrazně bránícím hráčem, jehož slabinou je pomalé bruslení.
Začínal v klubu IK Frisk Asker, s nímž vyhrál v roce 2002 GET-ligaen. Od roku 2005 hrál ve Švédsku za IFK Arboga, Mora IK a Färjestad BK, kde získal mistrovský titul v letech 2009 a 2011. Sezónu 2014/15 strávil v rakouském Graz 99ers, od té doby je zpátky v Askeru.
Za norskou hokejovou reprezentaci hraje od roku 2004. Startoval na třinácti světových šampionátech a třech olympiádách. Nejlepším výsledkem byla účast ve čtvrtfinále na MS 2008, 2011 a 2012 a ZOH 2018. V roce 2018 oznámil odchod z reprezentace.
V letech 2007 a 2011 obdržel cenu Zlatý puk pro norského hokejistu roku.